# Sirio
Sirio (AFI:  /ˈsirjo/; α CMa / α Canis Majoris / Alfa Canis Majoris, conosciuta anche come Stella del Cane o Stella Canicola; in latino Sīrĭus, derivato dal nome greco della stella, Σείριος Séirios, che vuol dire "splendente", "ardente") è una stella bianca della costellazione del Cane Maggiore; è la stella più brillante del cielo notturno, con una magnitudine apparente pari a −1,46 e una magnitudine assoluta di +1,40. Vista dalla Terra possiede due volte la luminosità apparente di Canopo (α Carinae), la seconda stella più brillante del cielo; in una notte limpida, senza Luna e possibilmente senza i pianeti più luminosi, è persino in grado di proiettare a terra una leggerissima ombra degli oggetti. Sirio può essere osservata da tutte le regioni abitate della Terra e, nell'emisfero boreale, è uno dei vertici dell'asterismo del Triangolo invernale.
La sua brillantezza in cielo è dovuta sia alla sua luminosità intrinseca, sia alla sua vicinanza al Sole; Sirio si trova infatti ad una distanza di 8,6 anni luce, ed è perciò una delle stelle più vicine alla Terra. È una stella di sequenza principale di tipo spettrale A1 Vm ed ha una massa circa 2,1 volte quella del Sole. La sua luminosità assoluta è pari a 25 volte quella del nostro Sole, ma Sirio è notevolmente meno luminosa di Rigel o della stessa Canopo, che appaiono meno luminose perché più lontane. Rispetto al Sole, inoltre, è molto più calda e la sua temperatura di 9400 K la fa apparire di un bianco intenso.
Sirio è in realtà un sistema binario: infatti, attorno alla componente principale (detta per questo Sirio A) orbita una nana bianca chiamata Sirio B, che compie la propria rivoluzione attorno alla primaria ad una distanza compresa tra 8,1 e 31,5 au, con un periodo di circa 50 anni.
Presso molte culture, la stella è stata spesso associata alla figura di un cane. Presso i Greci si riteneva che il suo scintillio al suo sorgere eliaco potesse danneggiare i raccolti, portare forte siccità o persino causare e diffondere epidemie di rabbia; il suo nome deriva infatti dal greco antico Σείριος (pronuncia Séirios), che significa splendente, ma anche ardente, bruciante. I Romani erano soliti sacrificare un cane assieme ad una pecora e del vino, allo scopo di prevenire gli effetti nefasti di questa stella. I giorni in cui queste cerimonie venivano consumate, all'inizio dell'estate, erano detti Giorni del Cane, e la stella Sirio Stella Canicula: fu così che il termine canicola diventò sinonimo di caldo afoso. Presso i Celti, invece, la levata eliaca di Sirio era considerata un fatto positivo e segnava l'inizio di Lugnasad, considerata la festa più importante.

## Osservazione

Il Triangolo Invernale. Sirio è la brillante stella in basso al centro; in alto a destra è visibile la costellazione di Orione, con la rossa Betelgeuse; a sinistra è visibile il Cane Minore, con la luminosa Procione. In mezzo è evidente il chiarore della Via Lattea.

Sirio appare come una stella brillante di un marcato colore bianco-azzurro; sebbene si trovi nell'emisfero australe è sufficientemente vicina all'equatore celeste da risultare visibile anche a latitudini molto settentrionali, fino a ben oltre il circolo polare artico; tuttavia, da alcune città molto settentrionali, come San Pietroburgo, non si leva mai più di pochi gradi dall'orizzonte meridionale. Si individua con facilità a sud-est della brillante costellazione di Orione, sul bordo occidentale della scia chiara della Via Lattea. Può essere riconosciuta senza errori, in quanto si trova sul prolungamento a sud-est dell'allineamento delle tre stelle note come Cintura di Orione. Assieme a Betelgeuse (α Orionis) e Procione (α Canis Minoris) costituisce l'asterismo del Triangolo invernale.
Dall'emisfero australe Sirio diventa circumpolare alle latitudini più meridionali dei 73° S; da alcune latitudini, Sirio può essere vista nei primi giorni di luglio sia subito dopo il tramonto che poco prima dell'alba. Questo succede perché Sirio dall'emisfero australe si presenta più alta sull'orizzonte rispetto al tratto dell'eclittica più vicino ad essa (che cade nei Gemelli); così, quando il Sole assume la stessa ascensione retta di Sirio, tramonta prima di quest'ultima, che resta invece visibile nel crepuscolo, mentre all'alba Sirio sorge poco prima che il chiarore dell'alba la nasconda alla vista.
Con una magnitudine apparente di −1,47, Sirio è la stella più luminosa del cielo notturno, con un discreto margine sulle altre; tuttavia, non appare luminosa come la Luna, Venere o Giove. Talvolta anche Mercurio e Marte, a seconda della posizione nell'orbita, appaiono più luminosi.
Sirio può essere osservata ad occhio nudo anche durante le ore diurne in alcune circostanze: il cielo dovrebbe essere particolarmente terso, mentre l'osservatore deve trovarsi ad alta quota, con Sirio quasi allo zenit e il Sole basso sull'orizzonte. Può inoltre essere scorta con facilità assieme ad altre stelle prima del tramonto (o dopo il sorgere) del Sole se ci si trova su un aereo che vola ad alta quota.
Il moto orbitale del sistema binario di Sirio porta le due stelle ad una minima separazione angolare di 3 secondi d'arco e ad un massimo di 11 secondi d'arco. Durante la separazione minima, occorre un telescopio da almeno 300 mm di diametro per poter distinguere la nana bianca Sirio B dal chiarore diffuso della stella primaria. L'ultimo periastro avvenne nel 1994 e, dato che il periodo orbitale del sistema è di 50,09 anni, il prossimo avverrà intorno al 2044.
Trovandosi alla distanza di 2,6 parsec (8,6 anni luce) dal sistema solare, il sistema di Sirio comprende due delle otto stelle più vicine al Sole ed è il quinto sistema stellare più vicino a noi. Questa vicinanza è la principale ragione della grande luminosità della stella, come per altre stelle vicine come α Centauri ed in forte contrasto con le distanti e molto più brillanti supergiganti come Canopo (α Carinae), Rigel (β Orionis) o Betelgeuse; tuttavia, è comunque 25 volte più luminosa della nostra stella in termini assoluti. La stella fisicamente più vicina a Sirio è Procione, che si trova ad appena 1,61 parsec (5,24 anni luce) da questa. La sonda spaziale Voyager 2, lanciata nel 1977 per studiare i quattro pianeti gioviani del sistema solare esterno, passerà a 4,3 anni luce da Sirio tra circa 296 000 anni.

## Storia delle osservazioni
Sirio è riportata nei primissimi registri astronomici, conosciuta presso gli antichi egizi col nome di Sopdet; durante il Medio Regno, gli Egizi basavano il loro calendario sul sorgere eliaco di Sirio, ossia il giorno in cui la stella diventava visibile all'alba poco prima che la luce del Sole la oscurasse in cielo, che all'epoca coincideva con il prossimo arrivo delle inondazioni annuali del Nilo e del solstizio, dopo circa 70 giorni in cui la stella non era stata visibile nei cieli. Il capodanno egizio cadeva in estate, nel giorno detto 1 Thoth, corrispondente all'odierno 29-30 agosto.
Tra gli egizi il geroglifico spdt, per indicare questa stella (Sothis, nella traslitterazione greca) mostra una stella e un triangolo; nella mitologia egizia, Sothis era identificata con la grande dea Iside, che formava una trinità con il marito Osiride e il loro figlio Horus, mentre i 70 giorni di assenza della stella simboleggiava il passaggio di Iside attraverso il duat (l'oltretomba egizio). Settanta erano anche i giorni che i defunti trascorrevano nelle "case dell'imbalsamazione". Questo a giustificare il forte legame tra gli antichi egizi e le stelle. Da Sothis deriva il termine "ciclo sotiaco", ad indicare appunto il particolare periodo di "reset" orbitale della stella, di 1460 anni.
Gli antichi Greci credevano che la comparsa di Sirio portasse con sé il clima caldo e secco dell'estate e che mostrasse i suoi effetti sull'avvizzimento delle piante e sull'indebolimento degli uomini. A causa della sua luminosità, probabilmente si notò che Sirio scintillava maggiormente nelle sere di inizio estate, fenomeno dovuto in realtà all'instabilità meteorologica tipica di quel periodo, e si credeva che questo fosse dovuto alle emanazioni deleterie della stella che arrivavano sulla Terra. Chi "soffriva" degli effetti della stella veniva detto ἀστρόβλητος (astròbletos) col significato di "colpito dalla stella". Sirio veniva descritta in letteratura come "bruciante" o "fiammante"; il nome stesso di Sirio deriva dall'aggettivo σείριος (séirios; originariamente σϝείριος, swéirios), che significa "splendente".
La stagione che seguiva l'avvento della stella nel cielo mattutino era chiamata Canicola (con evidente riferimento al termine "Cane", che designa la costellazione di appartenenza della stella) o estate. Gli abitanti dell'isola di Ceos, nel Mare Egeo avrebbero offerto dei sacrifici a Sirio e a Zeus per invocare i venti rinfrescanti, e avrebbero atteso la riapparsa della stella in estate. Se questa, alla prima levata, sorgeva nitidamente, avrebbe significato buona fortuna, ma se sorgeva debole e scintillante, avrebbe portato effetti deleteri o pestilenze. Le monete provenienti dall'isola dal III secolo a.C. mostravano dei cani o delle stelle che emanavano raggi, ribadendo l'importanza che Sirio aveva presso i suoi abitanti. I Romani celebravano il tramontare eliaco di Sirio intorno al 25 aprile, sacrificando un cane, accompagnato da incenso, vino e una pecora alla dea Robigo in modo che le emanazioni nefaste della stella non causassero danni al raccolto del grano di quell'anno.

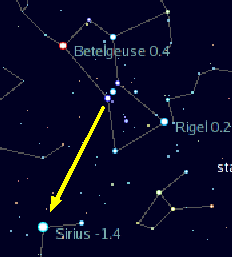
Sirio può essere riconosciuta senza possibilità di errore, una volta nota Orione, prolungando verso sud-est la direzione delle tre stelle della Cintura di Orione.

Tolomeo di Alessandria mappò le stelle nei libri VII e VIII della sua opera Almagesto, in cui usava Sirio come riferimento per tracciare il meridiano centrale del globo. Curiosamente, la indicò come una delle sei stelle del cielo a lui note di colore rosso (vedi Il colore di Sirio nell'antichità). Le altre cinque sono, effettivamente, stelle di classe spettrale K e M, come Arturo e Betelgeuse.
Le stelle luminose erano importanti per gli antichi Polinesiani, in quanto fungevano da riferimento per la navigazione fra le varie isole e atolli del grande Oceano Pacifico. Basse sull'orizzonte, sembrava si comportassero come delle bussole stellari che assistevano i marinai quando tracciavano la rotta verso una particolare destinazione. Inoltre potevano essere utilizzate come dei riferimenti per la latitudine: la declinazione di Sirio, ad esempio, incontra la latitudine dell'isola di Figi, a 17°S, e perciò da quest'isola Sirio si mostra allo zenit. Sirio indicava per loro il corpo di un "Grande Uccello" che indicavano col nome Manu, dove Canopo indicava la punta dell'ala meridionale e Procione quella settentrionale, che divideva il cielo notturno dei polinesiani in due emisferi. Così come l'apparire di Sirio nel cielo mattutino indicava l'arrivo dell'estate per i Greci, per i Maori segnava invece il freddo inizio dell'inverno; il nome Takurua infatti indicava sia la stella che la stagione invernale. La sua culminazione al solstizio d'inverno era segnata da una celebrazione nelle isole Hawaii,dove era chiamata Ka'ulua, ossia "Regina del cielo". Ci sono pervenuti molti altri nomi polinesiani, fra i quali Tau-ua nelle Isole Marchesi, Rehua in Nuova Zelanda e Aa e Hoku-Kauopae sempre nelle Hawaii.

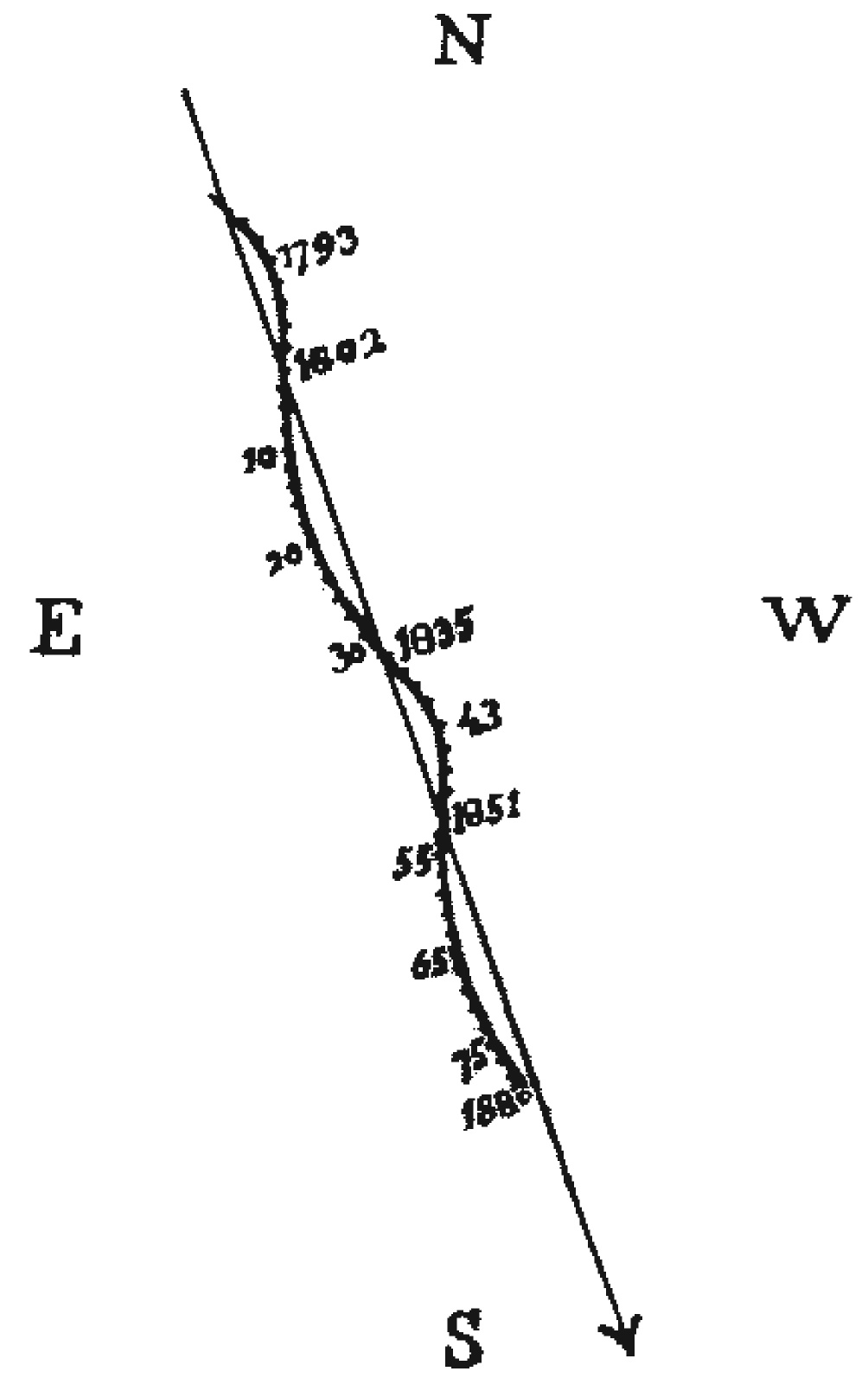
Il moto proprio di Sirio tra il 1793 e il 1889.

### Scoperta dei moti spaziali
Nel 1676, Edmond Halley passò un anno sull'isola di Sant'Elena, nel sud Atlantico, per osservare le stelle del sud. Circa 40 anni dopo, nel 1718, scoprì il moto proprio di quelle che fino a quel momento erano ritenute "stelle fisse", dopo aver comparato le sue misure astrometriche con quelle dell'Almagesto di Tolomeo. Notò che Arturo e Sirio si erano spostate notevolmente rispetto alle altre, e in particolare quest'ultima si era spostata di ben 30 minuti d'arco (circa il diametro apparente della Luna) verso sud in 1800 anni.
Nel 1868 Sirio diventò la prima stella la cui velocità fosse stata misurata. William Huggins esaminò lo spettro di questa stella e osservò un notevole spostamento verso il rosso, concludendo che Sirio si stava allontanando dal Sistema Solare alla velocità di circa 40 km/s. Studi successivi hanno corretto questa misura in circa −5,5 km/s,: ciò significa che Sirio si sta in realtà avvicinando al Sole. È possibile che Huggins non avesse preso in considerazione la velocità orbitale della Terra, omissione che può aver causato un errore fino a 30 km/s.

### Scoperta di Sirio B
Nel 1844, studiando i cambiamenti di moto proprio di Sirio, l'astronomo tedesco Friedrich Bessel dedusse che questa stella avrebbe potuto possedere una compagna invisibile. Circa vent'anni dopo, il 31 gennaio 1862, l'astronomo e costruttore di telescopi americano Alvan Graham Clark osservò per la prima volta questa componente, una nana bianca oggi nota come Sirio B, la seconda di questa classe di stelle ad essere stata mai osservata. La stella visibile è oggi talvolta nota come Sirio A. Dal 1894, sono state osservate alcune apparenti irregolarità orbitali del sistema di Sirio, suggerendo così l'ipotesi di una terza stella estremamente piccola, ma quest'ipotesi non è mai stata confermata. Le misurazioni indicano un'orbita di sei anni attorno a Sirio A e una massa di appena 0,06 masse solari; questa stella potrebbe essere cinque o dieci magnitudini più debole della nana bianca Sirio B. Osservazioni più recenti non sono riuscite a confermare l'esistenza di un terzo membro del sistema di Sirio, ma ancora non hanno del tutto escluso la possibilità che ci possa davvero essere una terza componente del sistema. Un'apparente "terza stella" osservata negli anni venti sembra essere stata invece un oggetto di fondo.
Nel 1915 Walter Sydney Adams, usando il riflettore di 1,5 metri nell'Osservatorio di Monte Wilson, osservò lo spettro di Sirio B e determinò che si trattava di una debole stella bianca. Ciò portò gli astronomi a concludere che si trattasse di una nana bianca. Il diametro di Sirio A è stato per la prima volta misurato da Robert Hanbury Brown e da Richard Q. Twiss nel 1859 a Jodrell Bank, utilizzando il loro interferometro a intensità. Nel 2005, usando il Telescopio Spaziale Hubble, gli astronomi hanno determinato che Sirio B possiede all'incirca il diametro della Terra, 12000 km, con una densità molto elevata e una massa pari a circa il 98% di quella del Sole.

### Il colore di Sirio nell'antichità

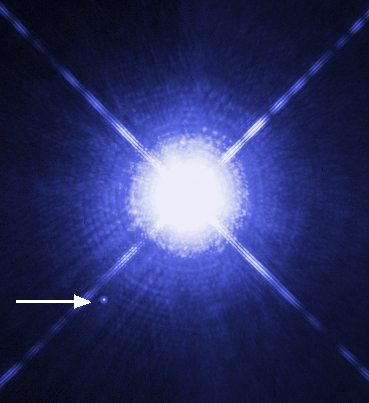
Immagine di Sirio A e Sirio B presa dal Telescopio Spaziale Hubble. La nana bianca può essere vista in basso a sinistra, dove punta la freccia.

Nel 150 d.C., l'astronomo Claudio Tolomeo descrisse Sirio come di colore rosso, assieme ad altre cinque stelle, Betelgeuse, Antares, Aldebaran, Arturo e Polluce, tutte di colore effettivamente arancione o rosso vivo. La discrepanza fu inizialmente notata dall'astronomo amatoriale Thomas Barker, che redasse un appunto e ne parlò ad una riunione della Royal Society di Londra nel 1760. L'esistenza di altre stelle che cambiavano la luminosità diede adito alla credenza che alcune potessero anche cambiare di colore;John Herschel lo annotò nel 1839, forse influenzato dall'osservazione che fece due anni prima della stella Eta Carinae.
Thomas Jefferson Jackson See riportò all'attenzione della comunità scientifica il caso del colore di Sirio nel 1892, con la pubblicazione di diverse riviste e un sommario finale nel 1926. Egli citò che non solo Tolomeo, ma anche il poeta Arato di Soli, l'oratore Marco Tullio Cicerone e il generale Germanico Cesare si riferivano a Sirio come una stella di colore rosso, aggiungendo inoltre che nessuno di questi ultimi tre autori era un astronomo. Pure Seneca il giovane descrisse Sirio come una stella dall'intenso colore rosso, più del pianeta Marte. Tuttavia, non tutti gli antichi osservatori riportano che Sirio fosse una stella rossa. Il poeta Marco Manilio, vissuto nel I secolo d.C., la descrive come una stella di color blu-oltremare, così come fece Rufio Festo Avieno nel IV secolo.
Nell'antica Cina è la stella standard per il colore bianco, mentre diverse annotazioni dal II secolo a.C. al VII secolo d.C. la descrivono come una stella di colore bianco.
Nel 1985, gli astronomi tedeschi Wolfhard Schlosser e Werner Bergmann pubblicarono un passo di un manoscritto lombardo dell'VIII secolo; il testo, in latino, insegnava come determinare l'orario delle preghiere notturne tramite la posizione delle stelle, e Sirio è descritta come rubeola, ossia rossastra. Gli autori proposero che questa potesse essere un'indicazione di come a quel tempo la stella Sirio B fosse una gigante rossa. Tuttavia, altri astronomi replicarono che si trattasse invece della stella Arturo.
La possibilità che l'evoluzione stellare di Sirio A o di Sirio B possa essere stata responsabile delle discrepanze osservate in passato è stata rigettata in blocco dagli astronomi, poiché una scala temporale dell'ordine delle migliaia di anni sarebbe troppo breve e perché non ci sono segni di nebulosità attorno al sistema che possa giustificare un tale cambiamento. È stata anche proposta l'interazione di una terza stella, finora sconosciuta, come responsabile di ciò. Spiegazioni alternative sono che si sia trattato soltanto di metafore poetiche per indicare periodi o avvenimenti infausti, oppure che sia avvenuto un improvviso brillamento della stella nel periodo in cui veniva osservata, tanto da dare l'impressione che la stella fosse rossa. Ad occhio nudo, spesso appare colorata di rosso, bianco e blu-verdastro quando è bassa sull'orizzonte, ma si tratta di un effetto dovuto ai densi strati dell'atmosfera terrestre e quando la stella, come tutte del resto, sono alte in cielo, sembrano assumere un colore stabile.

## Sirio nelle epoche precessionali

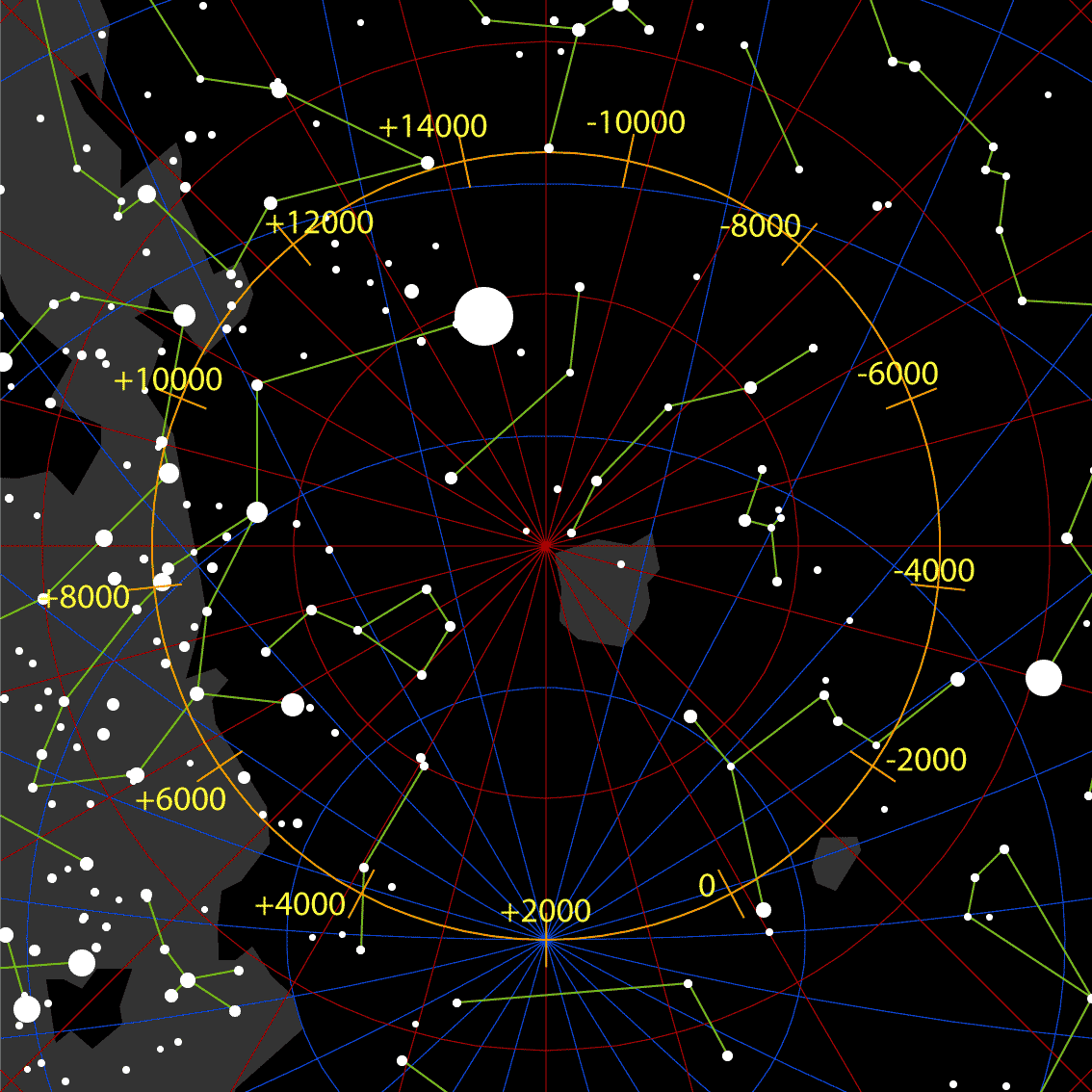
Movimento del polo sud celeste durante le epoche precessionali; la stella luminosa in alto è Canopo: quando il polo sud si avvicina a questa stella, Sirio assume una declinazione fortemente australe.

Le coordinate attuali di Sirio farebbero pensare che da sempre la stella sia stata visibile da tutti i popoli storici e preistorici della Terra; in realtà, a causa della precessione degli equinozi, le coordinate della stella variano sensibilmente. Attualmente, l'ascensione retta di Sirio è pari a 6h 45m, ossia prossima alle 6h di ascensione retta; questo valore corrisponde al punto più settentrionale che l'eclittica raggiunge a nord dell'equatore celeste, e dunque segna anche il punto più settentrionale che un oggetto celeste può raggiungere. Dunque, attualmente, Sirio si trova alla sua declinazione più settentrionale, che corrisponde a circa −16°.
Nell'epoca precessionale opposta alla nostra (avvenuta circa 13 000 anni fa), Sirio aveva una coordinata di ascensione retta pari a 18h, che corrisponde alla declinazione più meridionale che un oggetto può raggiungere; sottraendo ai −16° attuali un valore di 47° (pari al doppio dell'angolo di inclinazione dell'asse terrestre), otteniamo una coordinata di −63°. Questo significa che, 13 000 anni fa, Sirio era una stella molto meridionale, e poteva essere osservata solo a sud del 27º parallelo nord. Dunque, per buona parte dell'epoca precessionale completa, Sirio non era osservabile da molte regioni dell'emisfero boreale.
Attualmente, la declinazione di Sirio tende a spostarsi lentamente in direzione sud, assieme alla seconda stella più brillante del cielo, Canopo. Tra circa 9 000 anni, non sarà più visibile da quasi tutto il bacino del Mediterraneo, dalla Cina settentrionale e da gran parte dell'America del nord.
A questo movimento è da sommarsi il moto proprio della stella stessa, che essendo molto vicina appare notevole: Sirio sembra muoversi infatti in direzione della costellazione della Colomba, a sud-sud-ovest, ad una velocità di oltre 1º in 4000 anni.

## Luminosità apparente comparata nel tempo
Sirio entro i prossimi 60 000 anni tenderà ad aumentare la sua luminosità apparente, finché raggiungerà un massimo di circa −1,66. La stella Vega, in avvicinamento a noi, aumenterà la sua luminosità molto più rapidamente, fino a raggiungere entro 290 000 anni l'attuale magnitudine apparente di Sirio; più in fretta ancora aumenterà la luminosità di Altair, che passerà da un attuale valore di 0,77 a −0,53 in 140 000 anni. Arturo si trova attualmente al punto più vicino a noi, dunque in futuro la sua luminosità diminuirà, come quella di Canopo, che fino a 90 000 anni fa era la stella più brillante del cielo. L'attuale stella più vicina a noi è α Centauri, la quale continuerà ad avvicinarsi entro i prossimi 25 000 anni.

Sirio divenne, secondo il grafico qui sotto, la stella più luminosa circa 90 000 anni fa, quando con il suo avvicinarsi a noi superò la luminosità apparente di Canopo, che divenne così la seconda stella più luminosa del cielo. La tabella indica invece i dati delle magnitudini apparenti delle stelle esaminate nel grafico, con un campionamento di 25 000 anni; il grassetto indica la stella più luminosa nell'anno indicato.

La luminosità di alcune delle stelle più luminose nell'arco di 200000 anni.

| Anni     | Sirio | Canopo | α Centauri | Arturo | Vega  | Procione | Altair |
| -------- | ----- | ------ | ---------- | ------ | ----- | -------- | ------ |
| −100 000 | −0,66 | −0,82  | 2,27       | 0,88   | 0,33  | 0,88     | 1,69   |
| −75 000  | −0,86 | −0,80  | 1,84       | 0,58   | 0,24  | 0,73     | 1,49   |
| −50 000  | −1,06 | −0,77  | 1,30       | 0,30   | 0,17  | 0,58     | 1,27   |
| −25 000  | −1,22 | −0,75  | 0,63       | 0,08   | 0,08  | 0,46     | 1,03   |
| 0        | −1,43 | −0,72  | −0,21      | −0,02  | 0,00  | 0,37     | 0,78   |
| 25 000   | −1,58 | −0,69  | −0,90      | 0,02   | −0,08 | 0,33     | 0,49   |
| 50 000   | −1,66 | −0,67  | −0,56      | 0,19   | −0,16 | 0,32     | 0,22   |
| 75 000   | −1,66 | −0,65  | 0,30       | 0,45   | −0,25 | 0,37     | −0,06  |
| 100 000  | −1,61 | −0,62  | 1,05       | 0,74   | −0,32 | 0,46     | −0,31  |

## Sistema stellare
Sirio, come già visto, è un sistema binario composto da due stelle bianche orbitanti l'una attorno all'altra con una separazione di circa 20 au (grosso modo la distanza fra il Sole e Urano) e un periodo di poco superiore ai 50 anni. La componente più luminosa, nota come Sirio A, è una stella di sequenza principale, con classe spettrale A1V e con una temperatura superficiale stimata di 9940 K. La sua compagna, Sirio B, è una stella che già si è evoluta, uscendo dalla sequenza principale e diventando una gigante rossa e quindi una nana bianca. Attualmente è 10 000 volte meno luminosa nella banda della luce visibile, mentre una volta era la più massiccia delle due. L'età del sistema è stata stimata sui 230 milioni di anni. Si pensa che inizialmente il sistema fosse composto da due stelle bianco-azzurre orbitanti l'una attorno all'altra in un'orbita ellittica ogni 9,1 anni. Il sistema emette un livello di infrarossi più alto di quanto ci si aspetterebbe, misurato dal satellite infrarosso IRAS; questo potrebbe essere un indicatore della presenza di polveri nel sistema ed è considerata una cosa inusuale per una stella doppia.

### Sirio A

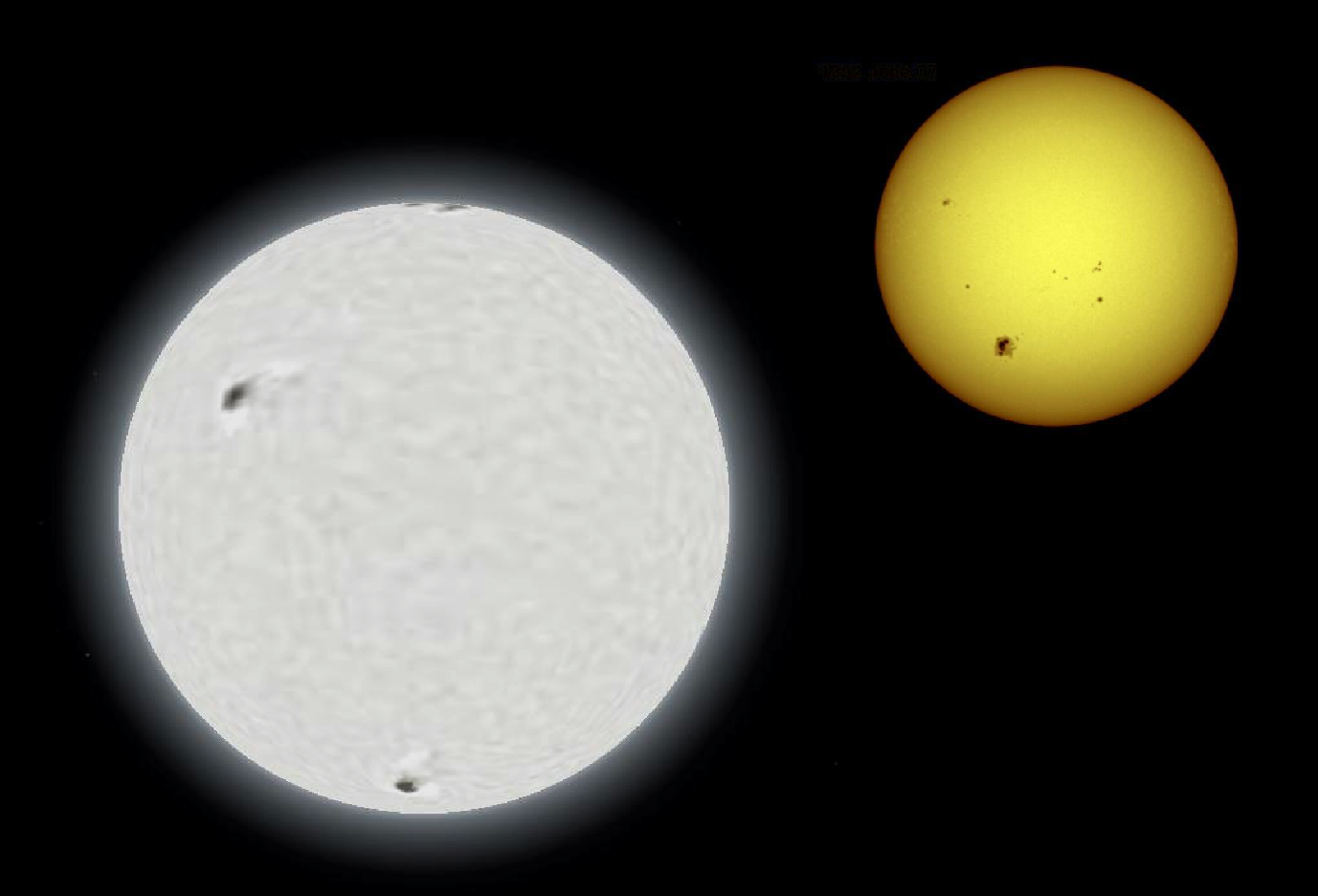
Rapporto tra le dimensioni di Sirio A (sinistra) e del Sole (destra).

Sirio A possiede una massa di circa 2,1 volte quella del Sole. Il raggio della stella è stato misurato tramite l'interferometria astronomica, che ha fornito un diametro angolare di 5,936 ± 0,016 milliarcosecondi, che equivale ad 1,88 volte il raggio del Sole. La velocità di rotazione è relativamente bassa, di 16 km/s, che non produce alcun fenomeno di schiacciamento ai poli; in ciò differisce notevolmente da Vega, una stella con una massa simile che però ruota alla grande velocità di 274 km/s e possiede quindi un notevole rigonfiamento equatoriale.
I modelli stellari suggeriscono che la stella si sia formata in seguito al collasso di una nube molecolare e che dopo circa 10 milioni di anni la sua generazione di energia interna sia derivata interamente dalla fusione nucleare; l'interno divenne convettivo e l'energia iniziò ad essere generata tramite il ciclo CNO. Si presume che Sirio A esaurirà completamente la sua riserva di idrogeno del nucleo entro un miliardo di anni dalla sua formazione; a questo punto passerà attraverso lo stadio di gigante rossa, successivamente perderà gli strati esterni e il suo nucleo collasserà, diventando una nana bianca.
Lo spettro di Sirio A mostra delle profonde linee metalliche, indicanti un aumento di elementi più pesanti dell'elio come il ferro. Comparando questi valori con quelli del Sole, la proporzione di ferro nell'atmosfera di Sirio A relativamente all'idrogeno è data a {\displaystyle {\begin{smallmatrix}[{\frac {Fe}{H}}]=0,5\end{smallmatrix}}}, equivalente a 100,5, il che significa che possiede il 316% della proporzione del ferro sull'atmosfera solare in più. Appare improbabile che l'alto contenuto in metalli della superficie sia simile a quello dell'intera stella, perciò si ritiene che questi metalli siano sospesi da una sottile zona convettiva nella superficie.

### Sirio B

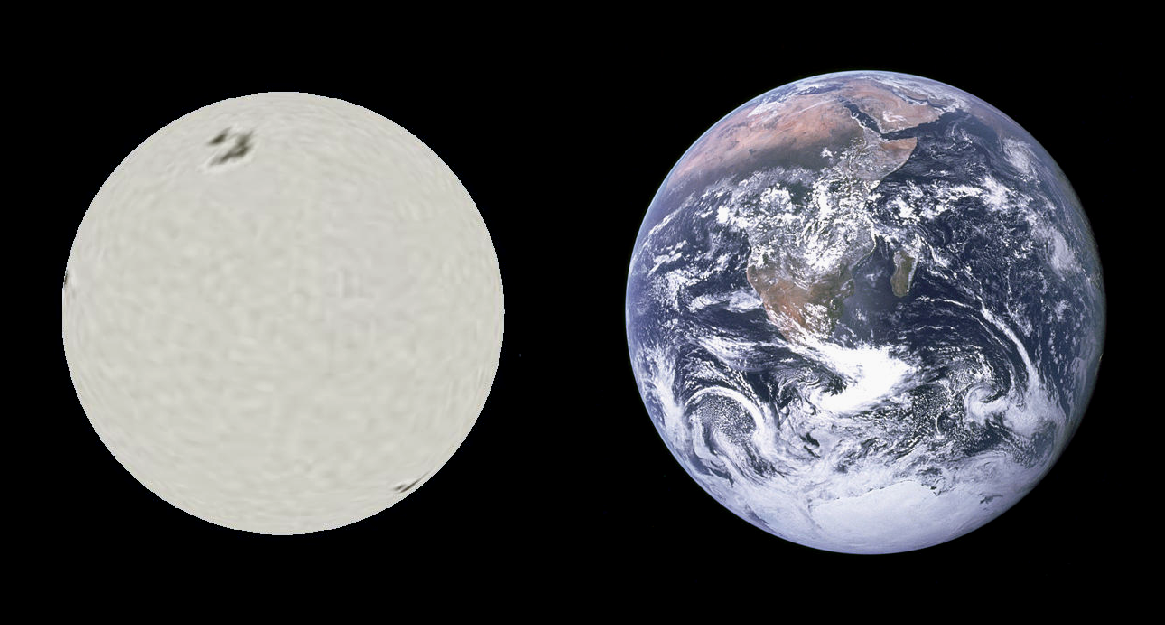
Raffronto tra le dimensioni di Sirio B e della Terra.

Con una massa quasi equivalente a quella del Sole, Sirio B è una delle nane bianche più massicce conosciute; la sua massa è concentrata in un volume molto simile a quello della Terra. La sua temperatura superficiale è di 25200 K; tuttavia dal momento che non possiede una sorgente interna di energia, Sirio B tende a raffreddarsi lentamente e il suo calore tenderà a disperdersi nello spazio per un periodo di oltre due miliardi di anni.

L'orbita di Sirio B attorno a Sirio A.

Una nana bianca si forma solo dopo che la stella si è evoluta dalla sequenza principale ed è passata attraverso lo stadio di gigante rossa. Questo avvenne quando Sirio B aveva meno della metà dell'età che possiede tuttora, ossia circa 120 milioni di anni fa. La stella originale aveva una massa di cinque masse solari ed era probabilmente di tipo B (forse B4 o B5) quando si trovava nella sequenza principale. Durante il passaggio attraverso lo stadio di gigante rossa, Sirio B potrebbe aver arricchito la metallicità della stella compagna.
Sirio B è composta principalmente da una mistura di carbonio e ossigeno che fu generata dalla fusione dell'elio nella stella progenitrice, ed è ricoperta da un involucro di elementi più leggeri, con materiali segregati dalla massa a causa dell'elevata gravità superficiale. Quindi l'atmosfera esterna di Sirio B è ora principalmente composta da puro idrogeno - l'elemento con la massa minore - e nel suo spettro non sono stati osservati altri elementi.

### Associazione di Sirio
Nel 1909 Ejnar Hertzsprung fu il primo a suggerire che Sirio fosse un membro dell'Associazione dell'Orsa Maggiore (Cr 285), basandosi sulle sue osservazioni dei movimenti del sistema nel cielo. Il gruppo dell'Orsa Maggiore è un insieme di 220 stelle che mostrano un moto comune nello spazio e si erano una volta formati come membri di un ammasso aperto, che è poi iniziato a dissolversi gravitazionalmente. Tuttavia, le analisi condotte nel 2003 e nel 2005 hanno trovato delle discrepanze che mettono in dubbio l'appartenenza di Sirio a quest'associazione stellare: il gruppo dell'Orsa Maggiore ha un'età stimata in 500±100 milioni di anni, mentre Sirio, con una metallicità simile a quella del Sole, avrebbe soltanto la metà di quest'età, rendendola così troppo giovane per appartenere al gruppo. Sirio potrebbe però essere un membro di un'ipotetica Associazione di Sirio, assieme ad altre stelle sparse come α Coronae Borealis, β Crateris, β Eridani e β Serpentis. Si tratta così di uno dei tre grandi superammassi situati entro 500 anni luce dal Sole; gli altri due sono quello delle Iadi e quello delle Pleiadi, e ognuno di essi conta centinaia di stelle.

## Possibilità di vita intorno alla stella
La distanza da Sirio A alla quale un pianeta dovrebbe trovarsi per avere condizioni fisiche favorevoli alla vita è 4,7 UA, circa 700 milioni di chilometri. Tuttavia, ad una simile distanza non potrebbe avere un'orbita stabile, a causa delle perturbazioni dovute alla vicina Sirio B, e sarebbe stato distrutto dall'espansione degli strati più esterni di quest'ultima quando la stella era una gigante rossa. Anche se il pianeta si fosse formato in seguito, sarebbe probabilmente sottoposto ad un'incessante pioggia di comete e asteroidi (nel sistema di Sirio è stato rilevato un disco di polveri simile a quello che occupava il Sistema Solare nelle prime fasi della sua storia).

## Sirio come riferimento culturale

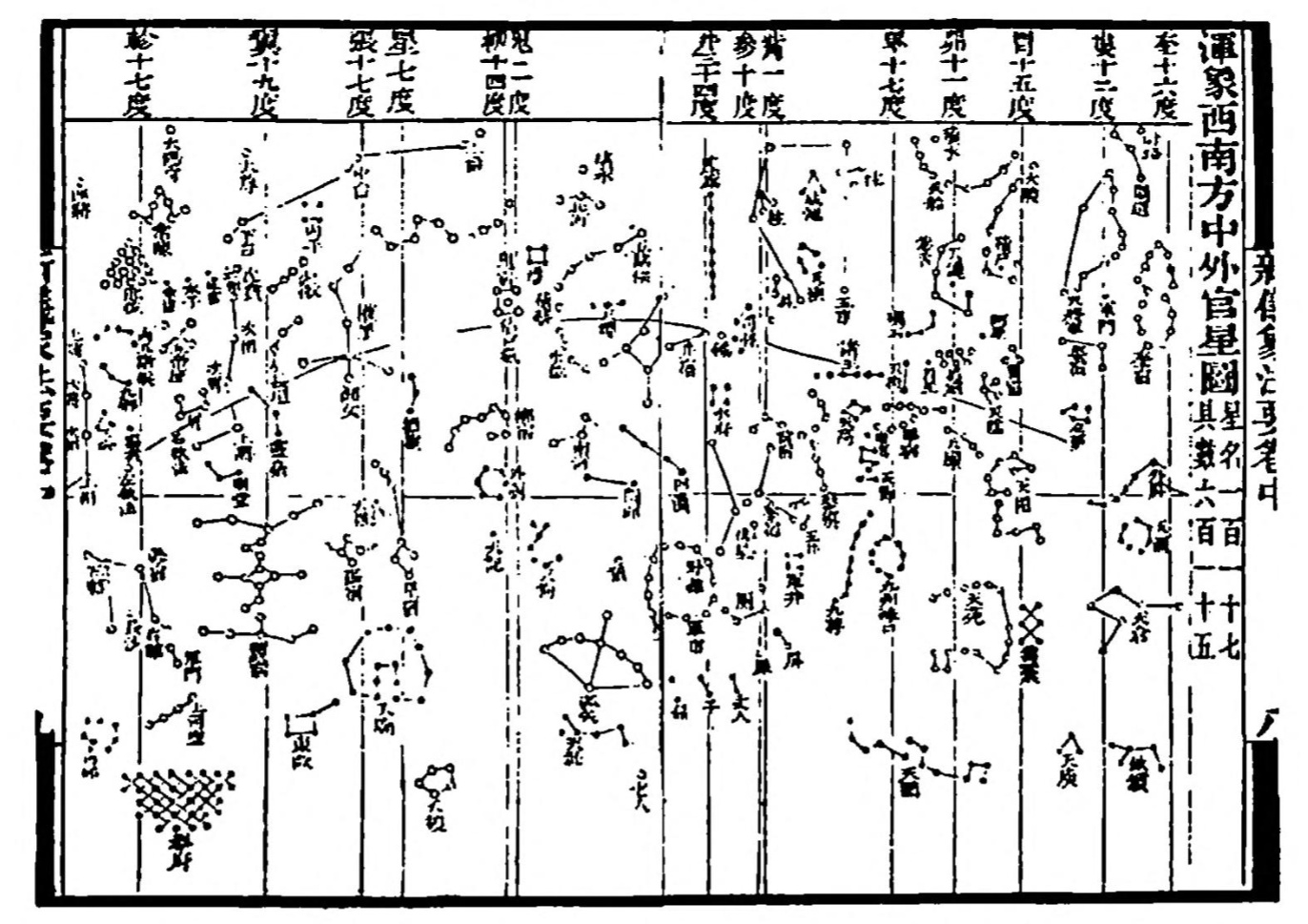
Una carta astronomica cinese. In basso al centro si evidenzia bene l'arco e la freccia, che punta verso l'alto, la cui punta corrisponde alla stella Sirio. Sono anche riconoscibili con relativa facilità altri gruppi stellari, come Orione e le Pleiadi.

La grande luminosità di Sirio ha attirato da sempre l'attenzione dei popoli più diversi. Il nome proprio più diffuso di questa stella è quello derivante dal latino, Sīrius (italianizzato in Sirio), che a sua volta deriva dal greco antico Σείριος (Seirios, con significato di "ardente"), sebbene i Greci sembra abbiano importato a loro volta questo nome dall'epoca greca arcaica. La prima testimonianza di questo nome è datata intorno al VII secolo a.C. nell'opera poetica Le opere e i giorni di Esiodo. Tuttavia la stella è nota presso i popoli della Terra con oltre 50 nomi diversi. In arabo è nota come الشعرى (al-ši‘rā o al-shira, ossia "Il Capo"), da cui deriva il nome alternativo Aschere. In sanscrito la stella era nota col nome di Mrgavyadha (Cacciatore di cervi) o Lubdhaka (Cacciatore). Col primo nome rappresenta Rudra (Shiva). In Scandinavia la stella era nota come Lokabrenna (La torcia di Loki), mentre in giapponese il nome della stella è 青星 (Aoboshi, la "stella blu"). In astrologia medioevale, Sirio era invece considerata una delle stelle fisse magiche, associata con il berillio e con il ginepro. Il suo simbolo cabalistico è stato elencato da Agrippa di Nettesheim.
Molte culture storiche hanno dato a Sirio dei forti significati simbolici, in particolare legati ai cani; in effetti, è spesso chiamata nei Paesi anglosassoni con l'appellativo "Stella del Cane", ossia la stella più luminosa della costellazione del Cane Maggiore. Spesso appare anche legata al mito di Orione e al suo cane da caccia; gli antichi Greci credevano che le emanazioni di questa stella potessero avere degli effetti deleteri sui cani, rendendoli particolarmente irrequieti durante i caldi giorni dell'estate (i "Giorni del Cane"). L'eccessiva colorazione di questa stella spesso poteva essere messa in relazione con l'avvento di disastri naturali o di periodi particolarmente secchi e, in casi estremi, poteva infondere la rabbia nei cani, che poi veniva trasmessa agli uomini tramite i morsi, mietendo numerose vittime. I Romani chiamavano i giorni dell'inizio estate dies caniculares e la stella Canicula ("piccolo cane"). Nell'astronomia cinese la stella è conosciuta come la "stella del cane celestiale" (cinese e giapponese: 天狼; coreano: 천랑; cinese romanizzato: Tiānláng; giapponese romanizzato: Tenrō; koreano romanizzato: Cheonlang). Più lontano ancora, molte tribù di nativi americani associavano Sirio con un canide; alcune indigeni del sud-ovest del Nord America indicavano questa stella come un cane che seguiva delle pecore di montagna, mentre i Piedi Neri la chiamavano "faccia di cane". I Cherokee appaiavano Sirio ad Antares e le consideravano come due cani da guardia alle estremità di quello che chiamavano "percorso delle anime". Le tribù del Nebraska facevano invece diverse associazioni, come la "stella-lupo" o la "stella-coyote". Più a nord, gli Inuit dell'Alaska la chiamavano "Cane della Luna".
Altre culture in diverse parti del mondo associavano invece la stella ad un arco e delle frecce. Gli antichi cinesi immaginavano un ampio arco e una freccia lungo il cielo australe, formato dalle attuali costellazioni della Poppa e del Cane Maggiore; la freccia era puntata sul lupo rappresentato da Sirio. Una simile associazione è rappresentata nel tempio di Hathor di Dendera, in Egitto, dove la dea Satet ha disegnato la sua freccia su Hathor (Sirio). Nella tarda cultura persiana la stella era similmente rappresentata come una freccia, ed era nota come Tir.
Nel libro sacro dell'Islam, il Corano, Allah (Dio) viene definito il "Signore di Sirio".

### L'enigma dei Dogon

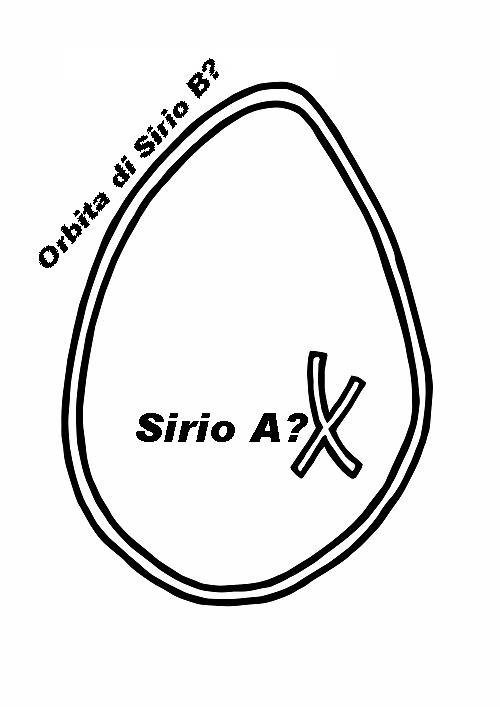
Un graffito Dogon ritraente secondo alcuni studiosi l'orbita di Sirio B attorno a Sirio.

Il popolo dei Dogon è un gruppo etnico del Mali, in Africa Occidentale, noto per le sue conoscenze sulla stella Sirio che sarebbero da considerare impossibili senza l'uso di un telescopio. Come riportato nei libri Dio d'acqua. Incontri con Ogotemmêli e Le renard pâle di Marcel Griaule, questo popolo sarebbe stato al corrente della presenza di una compagna di Sirio (la "stella del fonio"), che orbita attorno ad essa con un periodo di cinquant'anni, prima della sua scoperta da parte degli astronomi moderni. Questi affermano inoltre che ci sia pure una terza compagna oltre a Sirio A e Sirio B. Il libro di Robert Temple Il mistero di Sirio, edito nel 1976, accredita loro anche la conoscenza dei quattro satelliti di Giove scoperti da Galileo e degli anelli di Saturno. Tutto ciò è diventato così oggetto di controversie e, talvolta, di speculazioni. Secondo un articolo edito nel 1978 sulla rivista Skeptical Enquirer, potrebbe essersi trattato di una contaminazione culturale, o forse proprio ad opera degli stessi etnografi. Altri invece vedono queste spiegazioni fin troppo semplicistiche, create ad hoc per giustificare un mistero irrisolvibile secondo i dettami della scienza in vigore.

### Nella cultura moderna

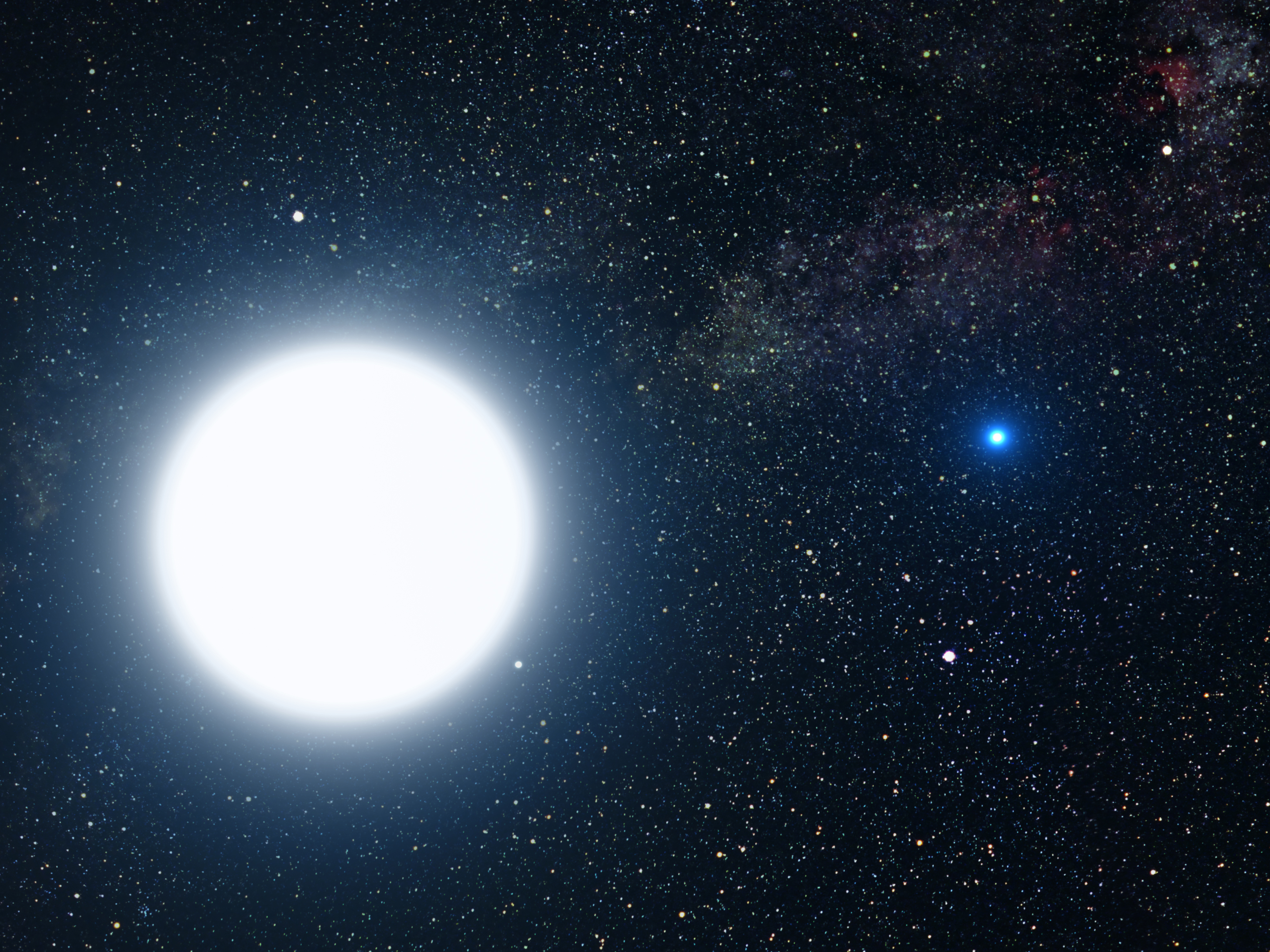
Un'immagine artistica di Sirio A e Sirio B. Sirio A è la più grande fra le due stelle.

Sirio è spesso utilizzata come soggetto da parte della fantascienza e della cultura popolare. In marina militare, il nome è stato spesso utilizzato per battezzare delle navi da guerra, come le sette navi della Royal Navy inglese, come la serie HMS Sirius, con la prima di queste che è stata la nave ammiraglia della Prima Flotta in Australia, nel 1788. La Royal Australian Navy chiamò in seguito un vascello HMAS Sirius in onore della nave ammiraglia. I vascelli statunitensi includono la USNS Sirius come anche il monoplano Lockheed Sirius, il primo della cui serie fu pilotato da Charles Lindbergh. Il nome fu adottato anche dalla Mitsubishi Motors Corporation nella serie Mitsubishi Sirius Engine nel 1980.
Nella letteratura la stella Sirio è stata ripresa, come già visto, diverse volte; non ultime, in letteratura italiana, le citazioni di Giovanni Pascoli in alcune delle sue opere, come La mietitura, nel ciclo Poemetti e da Attilio Bertolucci nella sua opera d'esordio "Sirio" del 1929. In letteratura straniera, uno dei riferimenti più noti attualmente è quello fatto da J. K. Rowling nella saga di Harry Potter, dove ha dato il nome della stella al padrino del giovane mago: Sirius Black, il quale è in grado di trasformarsi in un cane.
Nella serie televisiva fantascientifica V-Visitors (1983) un'orda di alieni ostili spacciatisi per umanoidi, afferma di provenire dal quarto pianeta di Sirio.
Nei videogiochi Serious Sam: The First Encounter, Serious Sam: The Second Encounter e Serious Sam 3: BFE molti nemici vengono chiamati "siriani" perché vengono da pianeti immaginari che ruoterebbero attorno a Sirio; gli altri nemici di questi giochi vengono da altre stelle della costellazione del Cane Maggiore.
Sirio è anche il nome italiano di uno dei personaggi principali Sirio il Dragone, dei Cavalieri dello Zodiaco.
Infine, in musica, alcuni compositori hanno fatto riferimento a questa stella: fra tutti si ricorda l'eccentrico compositore tedesco Karlheinz Stockhausen, il quale ha più volte affermato di "provenire da un pianeta del sistema di Sirio", facendo anche dei riferimenti a questa stella nella sua musica.
Nella musica moderna, Star of Sirius è il titolo di una canzone del 1975 di Steve Hackett (allora chitarrista dei Genesis), apparsa nel suo primo album solista "Voyage of the Acolyte" cantata da Phil Collins; Sirius è il titolo di una traccia strumentale dei The Alan Parsons Project del 1982, apparsa sull'album Eye in the Sky, e di una canzone della band irlandese Clannad la cui voce è di Moya Brennan. Nel 2004 il gruppo symphonic metal svedese Therion ha pubblicato due album in contemporanea; uno di questi è Sirius B ed è in parte dedicato ai misteri della civiltà dei Dogon e al loro presunto incontro con extraterrestri venuti dal sistema Sirio A e Sirio B. L'album From Mars to Sirius dei Gojira, pubblicato nel 2005, fa riferimento nel titolo alla suddetta stella. "Sirio" è anche il titolo dell'omonimo album pubblicato dal rapper italiano Lazza, uscito nel 2022.

### Testi generici
- (EN) Martin Schwarzschild, Structure and Evolution of the Stars, Princeton University Press, 1958, ISBN 0-691-08044-5.
- (EN) Robert G. Aitken, The Binary Stars, New York, Dover Publications Inc., 1964.
- A. De Blasi, Le stelle: nascita, evoluzione e morte, Bologna, CLUEB, 2002, ISBN 88-491-1832-5.
- M. Hack, Dove nascono le stelle. Dalla vita ai quark: un viaggio a ritroso alle origini dell'Universo, Milano, Sperling & Kupfer, 2004, ISBN 88-8274-912-6.
- C. Abbondi, Universo in evoluzione dalla nascita alla morte delle stelle, Sandit, 2007, ISBN 88-89150-32-7.

### Testi specifici
- (EN) JB Holberg, Sirius: Brightest Diamond in the Night Sky, Chichester, UK, Praxis Publishing, 2007, ISBN 0-387-48941-X.

### Carte celesti
- Tirion, Rappaport, Lovi, Uranometria 2000.0 - Volume II: The Southern Hemisphere to +6°, Richmond, Virginia, USA, Willmann-Bell, inc., 1987, ISBN 0-943396-15-8.
- Tirion, Sinnott, Sky Atlas 2000.0, 2ª ed., Cambridge, Cambridge University Press, 1998, ISBN 0-933346-90-5.
- Tirion, The Cambridge Star Atlas 2000.0, 3ª ed., Cambridge, Cambridge University Press, 2001, ISBN 0-521-80084-6.

### Sirio nelle mitologie
- (FR) Marcel Griaule, Dieu d'eau: entretiens avec Ogotemmeli, Paris, Les Editions du Chêne, 1948
  - traduzione italiana: Dio d'acqua (trad. di G. Agamben), Milano, Bompiani, 1968 (ristampa: Dio d'acqua. Incontri con Ogotemmêli, Bollati Boringhieri, 2002 - ISBN 88-339-1418-6, 9788833914183)
- (FR) Marcel Griaule & Germaine Dieterlen, Le renard pâle Tome 1.: Le mythe cosmogonique, Paris, Institut d'ethnologie, 1965
- Germaine Dieterlen, "Astronomia e calendari in Africa occidentale. 1. Il sistema astronomico dei dogon. La 'stella del fonio'", in: Yves Bonnefoy, Dizionario delle mitologie e delle religioni, Milano, Rizzoli, 1989, vol. I pp. 189–190
- Antonio Panaino, Sirio stella-freccia nell'Oriente antico, in Giuliano Bernini e Vermondo Brugnatelli (a cura di), Atti della 4a Giornata di studi camito-semitici e indeuropei, Milano, Unicopli, 1987,  pp. 139-155, ISBN 88-400-0072-0.
- Giorgio de Santillana, Hertha von Dechend, Sirio, Adelphi 2020. ISBN 978-88-459-8215-6

### Voci generiche
- Stella
- Sequenza principale
- Nana bianca

### Voci affini
- Sirio B
- Cane Maggiore
- Braccio di Orione
- Bolla Locale
- Nube Interstellare Locale

### Liste
- Stelle più vicine alla Terra
- Stelle più brillanti del cielo notturno osservabile
- Lista delle stelle luminose più vicine
- Lista di stelle